# Záhada Blair Witch
Záhada Blair Witch (v anglickém originále The Blair Witch Project) je americký kultovní filmový horor z roku 1999. Vyprávění je prezentováno jako dokument vytvořený z amatérských záběrů natočených v reálném čase. Film sleduje příběh tří mladých studentů-filmařů (Heather Donahue, Joshua Leonard a Michael C. Williams), kteří se vydají do lesů u Burkittsvilleu v Marylandu, aby natočili dokument o lokální legendě známé jako Blair Witch (čarodějnice z Blair), při čemž se ztratí. Diváci se dozvědí, že studenti nebyli nikdy nalezeni, ale jejich filmové příslušenství bylo objeveno o rok později. Jejich filmový materiál má být to, co divák sleduje.
O rok později se film dočkal pokračování pod názvem Záhada Blair Witch 2 (orig. Book of Shadows: Blair Witch 2). Další pokračování mělo následovat o rok později, ale to se nevyplnilo. V září 2009 režiséři filmu Daniel Myrick a Eduardo Sánchez prohlásili, že na dalším pokračování pracují. Třetí pokračování bylo představeno v roce 2016 pod názvem Blair Witch.

## Děj
Studenti filmu Heather Donahue, Joshua Leonard a Michael C. Williams se v roce 1994 vydají natočit dokument o čarodějnici z Blair (Blair Witch), a tak se vydají do Burkittsvilleu, dříve nazývaném Blair, a místních se vyptávají na legendu o čarodějnici. Ti jim povědí o Rustin Parrovi, který do svého domu v lese unesl sedm dětí a pak je zabil. Později se obhajoval tím, že ho k vraždám donutila čarodějnice zabitá v 18. století. Trojice se také potká s excentrickou starší ženou Mary Brownovou, která tvrdí, že se jako malá holka s čarodějnicí z Blair setkala.
Další den začnou studenti pátrat v lesích okolo Burkittsvilleu po důkazech směřujících k Blair Witch. Na cestě je varuje místní rybář, že lesy, kam směřují, jsou strašidelné. Studenti navštíví Coffin Rock, kde bylo v 19. století zavražděno pět mužů, a pak se utáboří na noc. Druhý den pokračují hlouběji do Black Hills, ačkoli přesně nevědí, kde se nacházejí. Náhodou naleznou něco, co vypadá jako starý hřbitov se sedmi malými mohylami. Nedaleko tohoto místa se utáboří a pak se na to místo vrátí po setmění. Jeden ze studentů omylem naruší jednu z mohyl a Heather ji narychlo opraví. Později v noci slyší zvláštní hluk, ale nemohou přijít na to, odkud vychází, ale předpokládají, že jde o nějaká zvířata nebo něco, co je pronásleduje.
Následující den se rozhodnou vrátit zpět k autu, ale nejsou schopni ho nalézt před setměním, a tak jsou nuceni se znovu utábořit. Téhle noci opět uslyší zvuky, ale nic nevidí. Druhý den ráno naleznou tři malé mohyly, které jsou postavené okolo jejich tábořiště. Když se znovu snaží najít cestu ven z lesů, Heather zjistí, že ztratila mapu. Mike později prozradí, že ji ze vzteku předešlý den hodil do vody. Tentokrát jsou už opravdu ztraceni, a tak se rozhodnou jít jednoduše na jih. Brzy naleznou skupinu lidských postav vytvořených z větví. Než odejdou, Heather jednu z nich usekne. Další noc opět slyší zvuky, vč. hlasů dětí. V rámci paniky vyběhnou ze stanu a schovají se v lese až do rozbřesku. Když se vrátí, zjistí, že část jejich věcí byla ukradena a Josh na svých věcech najde něco jako modrý sliz a zpanikaří kvůli tomu. Během dne záhadně projdou dvakrát okolo stejné klády, ačkoli šli celou dobu stále na jih. Utáboří se tedy s pocitem, že promrhali celý den.
Další ráno Josh zmizí. Poté, co se ho marně snaží najít, se Heather a Michael postupně přesunou dál. V noci slyší Joshovy skřeky, ale nejsou schopni ho najít. Ráno Heather před stanem najde stoh větví a látek, později zjistí, že jde o krví promočené zbytky Joshova oblečení, vlasy a zuby, ale nezmíní se o tom Mikeovi.
V noci Heather natočí pásku, kde se ostatním, jejich rodinám i své rodině omlouvá, pak se zhroutí a říká „My tu dnes v noci zemřeme.“. Později znovu uslyší Joshovo zoufalé volání o pomoc, tentokrát za ním jdou do opuštěného domu. Ten prohledají, Heather tvrdí, že Joshe slyší ve sklepě. Mike tam jde a po něčem, co zní jako zápas, ztichne a upustí kameru na podlahu. Heather, volající Mikea, pak jde také do sklepa. Když tam vejde, její kamera na chvíli zabere Mikea, jak se dívá do rohu. Heather začne hlasitě řvát, pustí kameru, jde k Mikeovi. Řev ustane. Než kamera vypne, jde slyšet pouze ticho.

## Obsazení
| Heather Donahue     | Heather Donahue         |
| Joshua Leonard      | Joshua "Josh" Leonard   |
| Michael C. Williams | Michael "Mike" Williams |

## Výroba

### Počátky
Tvůrci Záhadu Blair Witch vytvořili v roce 1988, při čemž scénář měl 67 stran s tím, že dialogy budou improvizované. Následně režiséři inzerovali v časopisu Back Stage, že hledají herce s velmi dobrými schopnostmi improvizace. Pak proběhl neformální improvizovaný konkurz se zhruba 2 000 herci. K vytvoření filmové mytologie hledali tvůrci inspiraci na různých místech. Několik jmen postav jsou téměř-anagramy - např. Elly Kedward (Blair Witch) je Edward Kelley, Rustin-Parr, fiktivní dětský vrah ze 40. let 20. století, začal jako anagram pro Rasputina.

### Natáčení
Natáčení začalo v říjnu 1997 a trvalo 8 dní. Většina filmu byla natočena v Seneca Creek State Park v Montgomery County v Marylandu, ale některé scény byly natáčeny ve skutečném městě Burkittsville. Obyvatelé města, kteří byli zpovídaní ve filmu nebyli herci, někteří z nich předstírali, že opravdu slyšeli o Blair Witch. Donahue nikdy předtím neovládala kameru, a tak strávila dva dny tím, že se to učila. Její nezkušenost tak mohla ovlivnit "viklavost" filmu. Donahue prohlásila, že svou postavu hrála podle režiséra, se kterým jednou pracovala - sebejistota, když všechno funguje, jak je naplánované, a zmatek během krizí.
Během natáčení dostávali herci individuální instrukce, které jim měly pomoci při improvizaci děje v daný den. Režiséři jim přidělovali jídlo, což způsobilo, že Donahue dostala v průběhu natáčení ekzém. Režiséři nutili herce každý den se přesouvat o velké vzdálenosti, obtěžovali je v noci a upírali jim jídlo, což bylo založeno na vzpomínkách producenta Gregga Halea z armádního výcviku. Natočeno bylo téměř 19 hodin materiálu, který musel být zkrácen do 90 minut.

## Ohlas
Film byl pozitivně přijat kritikou i diváky a vynesl více než 248 milionů dolarů, což z něj udělalo třetí nejúspěšnější nezávislý film všech dob (po Paranormal Activity a Šíleném Maxovi).
Server Rotten Tomatoes tvrdí, že 85% hodnocení Záhady Blair Witch ze 127 je kladných. Roger Ebert z Chicago Sun Times udělil filmu čtyři hvězdičky a prohlásil, že je to "neobyčejně efektní hororový film" Kritikové především ocenili Heatherinu omluvu ke konci filmu, jež Ebert přirovnal k posledním zápisům v deníku Roberta Scotta, než umrzl v Antarktidě.
Film byl oceněn Global Film Critics Award za nejlepší scénář. Zároveň byl ale nominován na Zlatou malinu na nejhorší film roku 1999. V roce 2006 ho Chicago Film Critics Association zařadila na seznam 100 nejděsivějších snímků. V roce 2008 byla Záhada Blair Witch týdeníkem Entertainment Weekly jmenována 99. nejlepším filmem let 1983-2008.